# 卡诺什 (犹他州)
卡诺什（英文：Kanosh），是美国犹他州米勒德县下属的一座城市。建市于 1854年，面积大约为0.84平方英里（2.2平方公里），海拔约为5,020英尺（1,530米）。根据2010年美国人口普查，该市有人口474人。